# Gran Premi d'Espanya del 2019
El Gran Premi d'Espanya del 2019 va ser la cinquena carrera de la temporada 2019 de Fórmula 1. Va tenir lloc de l'10 al 12 de maig en el Circuit de Barcelona-Catalunya, a Montmeló.

## Entrenaments lliures
Resultats
| Pos. | Nº | Pilot                | Equip/Motor               | Temps Q1 | Temps Q2 | Temps Q3 | Posició final |
| ---- | -- | -------------------- | ------------------------- | -------- | -------- | -------- | ------------- |
| 1    | 77 | Valtteri Bottas      | Mercedes                  | 1:16.979 | 1:15.924 | 1:15.406 | 1             |
| 2    | 44 | Lewis Hamilton       | Mercedes                  | 1:17.292 | 1:16.038 | 1:16.040 | 2             |
| 3    | 5  | Sebastian Vettel     | Ferrari                   | 1:17.425 | 1:16.667 | 1:16.272 | 3             |
| 4    | 33 | Max Verstappen       | Red Bull-Honda            | 1:17.244 | 1:16.726 | 1:16.357 | 4             |
| 5    | 16 | Charles Leclerc      | Ferrari                   | 1:17.388 | 1:16.714 | 1:16.588 | 5             |
| 6    | 10 | Pierre Gasly         | Red Bull-Honda            | 1:17.862 | 1:16.932 | 1:16.708 | 6             |
| 7    | 8  | Romain Grosjean      | Haas-Ferrari              | 1:18.042 | 1:17.066 | 1:16.911 | 7             |
| 8    | 20 | Kevin Magnussen      | Haas-Ferrari              | 1:17.669 | 1:17.272 | 1:16.922 | 8             |
| 9    | 26 | Daniil Kvyat         | Scuderia Toro Rosso-Honda | 1:17.914 | 1:17.243 | 1:17.573 | 9             |
| 10   | 3  | Daniel Ricciardo     | Renault                   | 1:18.385 | 1:17.299 | 1:18.106 | 10            |
| 11   | 4  | Lando Norris         | McLaren-Renault           | 1:17.611 | 1:17.338 | N/A      | 11            |
| 12   | 23 | Alexander Albon      | Scuderia Toro Rosso-Honda | 1:17.796 | 1:17.445 | N/A      | 131           |
| 13   | 55 | Carlos Sainz Jr.     | McLaren-Renault           | 1:17.760 | 1:17.599 | N/A      | 11            |
| 14   | 16 | Kimi Räikkönen       | Sauber-Ferrari            | 1:18.132 | 1:17.788 | N/A      | 14            |
| 15   | 11 | Sergio Pérez Mendoza | Racing Point-Mercedes     | 1:18.286 | 1:17.886 | N/A      | 15            |
| 16   | 27 | Nico Hülkenberg      | Renault                   | 1:18.404 | N/A      | N/A      | PL2           |
| 17   | 18 | Lance Stroll         | Racing Point-Mercedes     | 1:18.471 | N/A      | N/A      | 16            |
| 18   | 99 | Antonio Giovinazzi   | Alfa Romeo-Ferrari        | 1:18.664 | N/A      | N/A      | 183           |
| 19   | 63 | George Russell       | Williams-Mercedes         | 1:19.072 | N/A      | N/A      | 194           |
| 20   | 88 | Robert Kubica        | Williams-Mercedes         | 1:20.254 | N/A      | N/A      | 17            |

Notes
- ^1  – Daniel Ricciardo va rebre una penalització de 3 posicions a la graella de sortida per provocar una col·lisió al gran premi anterior Azerbaijan'19.[2]

- ^2  – Nico Hülkenbergva haver de començar des del pit després de canviar les especificacions del seu alerón durant els paràmetres de qualificació i canvi del mapa de frens. També se li va obligar a començar des de la part posterior de la graella de sortida per canviar diversos components de la unitat de potència.

- ^3  – Antonio Giovinazzi va rebre una penalització de 3 posicions a la graella de sortida per un canvi de caixa de canvis no programat.

- ^4  – George Russell va rebre una penalització de 3 posicions a la graella de sortida per un canvi de caixa de canvis no programat.

## Carrera
Resultats
| Pos.                                                             | Nº | Pilot              | Equip-motor               | Voltes | Temps/Retirat | Graella | Punts |
| ---------------------------------------------------------------- | -- | ------------------ | ------------------------- | ------ | ------------- | ------- | ----- |
| 1                                                                | 44 | Lewis Hamilton     | Mercedes                  | 66     | 1:35:50.443   | 2       | 25+1  |
| 2                                                                | 77 | Valtteri Bottas    | Mercedes                  | 66     | +4.074        | 1       | 18    |
| 3                                                                | 33 | Max Verstappen     | Red Bull-Honda            | 66     | +7.679        | 4       | 15    |
| 4                                                                | 5  | Sebastian Vettel   | Ferrari                   | 66     | +9.167        | 3       | 12    |
| 5                                                                | 16 | Charles Leclerc    | Ferrari                   | 66     | +13.361       | 5       | 10    |
| 6                                                                | 10 | Pierre Gasly       | Red Bull-Honda            | 66     | +19.576       | 6       | 8     |
| 7                                                                | 20 | Kevin Magnussen    | Haas-Ferrari              | 66     | +28.159       | 8       | 6     |
| 8                                                                | 55 | Carlos Sainz Jr.   | McLaren-Renault           | 66     | +32.342       | 12      | 4     |
| 9                                                                | 26 | Daniil Kvyat       | Toro Rosso-Honda          | 66     | +33.056       | 9       | 2     |
| 10                                                               | 8  | Romain Grosjean    | Haas-Ferrari              | 66     | +34.641       | 7       | 1     |
| 11                                                               | 23 | Alexander Albon    | Toro Rosso-Honda          | 66     | +35.445       | 11      |       |
| 12                                                               | 3  | Daniel Ricciardo   | Renault                   | 66     | +36.758       | 13      |       |
| 13                                                               | 27 | Nico Hülkenberg    | Renault                   | 66     | +39.241       | PL      |       |
| 14                                                               | 7  | Kimi Räikkönen     | Alfa Romeo-Ferrari        | 66     | +41.803       | 14      |       |
| 15                                                               | 11 | Sergio Pérez       | Racing Point-BWT Mercedes | 66     | +46.877       | 15      |       |
| 16                                                               | 99 | Antonio Giovinazzi | Alfa Romeo-Ferrari        | 66     | +47.691       | 18      |       |
| 17                                                               | 63 | George Russell     | Williams-Mercedes         | 65     | +1 volta      | 19      |       |
| 18                                                               | 88 | Robert Kubica      | Williams-Mercedes         | 65     | +1 volta      | 17      |       |
| Ret                                                              | 18 | Lance Stroll       | Racing Point-BWT Mercedes | 44     | Col·lisió     | 16      |       |
| Ret                                                              | 4  | Lando Norris       | McLaren-Renault           | 44     | Col·lisió     | 10      |       |
| Volta ràpida:Lewis Hamilton (Mercedes) — 1:18.492 (en el lap 54) |    |                    |                           |        |               |         |       |

## Classificació després de la cursa
| Pos. | Pilot            | Punts | Canvis |
| ---- | ---------------- | ----- | ------ |
| 1    | Lewis Hamilton   | 112   | 1      |
| 2    | Valtteri Bottas  | 105   | 1      |
| 3    | Max Verstappen   | 66    | 1      |
| 4    | Sebastian Vettel | 64    | 1      |
| 5    | Charles Leclerc  | 57    | =      |

| Pos. | Constructor           | Punts | Canvis |
| ---- | --------------------- | ----- | ------ |
| 1    | Mercedes              | 217   | =      |
| 2    | Ferrari               | 121   | =      |
| 3    | Red Bull-Honda        | 87    | =      |
| 4    | McLaren-Renault       | 22    | =      |
| 5    | Racing Point-Mercedes | 17    | =      |